# Alloxysta heptatoma
Alloxysta heptatoma is een vliesvleugelig insect uit de familie van de Figitidae. De wetenschappelijke naam van de soort is voor het eerst geldig gepubliceerd in 1963 door Hellen.